# Nicéphore Bryenne (général)
Pour les articles homonymes, voir Nicéphore Bryenne et Bryenne.
Nicéphore Bryenne est un stratège de l'armée byzantine, prétendant au trône impérial, général de l'empereur grec Michel VII.
En 1071, il prend part à l'expédition menée par l'empereur byzantin Romain IV contre les Turcs. Tandis qu'une partie de l'armée s'engage vers Khelat, sous la direction du stratège Joseph Tarchaniotès, Nicéphore suit Romain IV vers la petite ville de Manzikert, qui se rend à eux sans combattre. 
Dès le lendemain, les Turcs harcèlent l'armée byzantine et le choc des deux armées conduit à une sanglante défaite de l'armée byzantine à la bataille de Manzikert. Tenu pour responsable, Romain IV est tué à son retour à Constantinople sur ordre de son beau-fils Michel VII Doukas. 
Le règne de Michel VII s'avère désastreux et Nicéphore Bryenne accepte difficilement l'incompétence du basileus et de son gouvernement. Il pousse ses soldats à la révolte le 3 octobre 1077 et marche sur Andrinople où il est proclamé basileus. 
Un autre stratège, Nicéphore Botaniatès se révolte à son tour. En mars 1078, cependant, une émeute éclate dans Constantinople, contraignant Michel VII à abdiquer tandis que Nicéphore Botoniatès est proclamé basileus sous le nom de Nicéphore III. 
Nicéphore Bryenne, vaincu par Alexis Comnène à la bataille de Kalavrya, est arrêté sur l'ordre du nouvel empereur et condamné à avoir les yeux crevés (1079). 